# 費城
費城，即费拉德尔菲亚，也常簡稱費利是美国宾夕法尼亚州人口最多、面積最大的都市（但不是该州州府），以及美國第六大城，在19世纪之前曾是美国第一大城市。根据2020年人口普查数据，全市人口为1,603,797人。市中心的人口在全美國排名第六，僅次於纽约、洛杉矶、芝加哥、休斯敦和鳳凰城。以現在美國官方的定義而言，費城都會區的面積大小排名全美第四，共約624萬人居住其中，但若以其他定義來衡量，排名第七，次於舊金山灣區與華盛頓-巴爾的摩都會區。費城是德拉瓦河谷都會區的中心城市。
費拉即希臘文「友愛」的意思，是傳教士命名的，費城是美國最老、最具歷史意義的城市，它在美國史上有非常重要的地位。在18世紀時，費城是美國第二大城與人口最多的城市，在當時，它的政治與社會重要性超過纽约與波士顿。本傑明·富蘭克林對費城的興起貢獻良多。從1854年起，費城市和費城縣為兩個並行的地方政府，而從1952年起，市與縣共有一個政府組織，但費城縣仍屬賓州州政府下的一個獨立的縣份。
自從1854年通過「合併法案」（Act of Consolidation）後，費城市的邊界就與費城縣相同。在此之前，費城市只在南街、万安街與德拉瓦河與斯库尔基尔河之間的區域。费拉德尔菲亚後來擴張至周圍的西费城、北费城與東北费城，同時也包括了幾個小型的聚落如罗克斯伯勒、马纳扬克、艾利山與栗樹山。費城同時是全美最大的大學城之一，拥有许多高等学府，其中包括常春藤盟校的宾夕法尼亚大学，国家第一所医学院和商学院兼缘于此校。有超過120,000名大學生就讀市區的學院與大學，週遭的都會區也有接近300,000名的大學與學院學生。

## 歷史
在歐洲白人來臨之前，費城一帶本來是莱纳佩人（Lenape）的聚落，他們把這個地區稱為夏卡馬松（Shacamaxon）。雖然整個區城在1632年稱為瑪利蘭租地，但是卡爾維特（Calvert）家族卻沒有到這麼遠的地方來。瑞典移民是第一個到這個區域的，稱費城為維卡可卡，1646年，瑞典傳教士在丁尼肯島（Tinicum Island）創立教會，1700年這個團體建立了光榮教堂（Gloria Dei Church）。
費城是由貴格會教徒—威廉·佩恩建立與規劃的，費城的英文名“Philadelphia”這個名字是在希臘文中的意思是「友愛之市」（Φιλαδέλφια）。潘恩希望費城這個由他建立的移民城市，能夠基於自由與宗教融合的原則下發展，成為一個典範。早期貴格教徒或是其他人在購買市區的土地時，同時必須也要購買城郊的農地，這個做法，能夠讓城區的人口能夠很容易的往外發展。潘恩另外考量到火災與傳染病，這兩種在當時為倫敦或是其他大城市常見的問題，因此他在市區規劃了許多小巷子與開放的公共空間。
費城在美國獨立戰爭時，是獨立運動的重要中心，獨立宣言與美國憲法都是在費城市的獨立廳起草與簽署的。美國海軍於1775年11月10日在費城成立，當時山繆·尼可拉斯於大桶酒吧（Tun Tavern）招募士兵。
美國獨立戰爭時，費城居民分裂為保皇派和革命派。當英軍於1777年佔領費城時，許多保皇派居民夾道歡迎英軍並高唱「天佑吾皇」。當美軍於1778年奪回費城時，輪到革命派居民夾道歡迎，大肆慶祝。尤其是因為在英軍佔領時，大量補給提供給了英軍，這些居民度過了一個困苦的冬季。大約3000保皇派隨英軍逃走，45名留在費城的保皇派以戰時通敵罪受審，兩個人被定罪並處以絞刑。
在18世紀時，費城曾是美洲在墨西哥城以北最大的城市，也是英國屬地中第四大城，僅次於伦敦、布里斯托尔與都柏林。
1790年，在美國南方多數的國會議員與當時的財政部長—亚历山大·汉密尔顿的協議之下，美國政府在搬至現在的華盛頓特區前曾由紐約的聯邦廳搬至費城的国会厅。為了換取讓美國首都設於波托马克河畔，國會議員通過當時漢米爾敦的財政計畫，費城因此成為美國首都有10年之久，直到華盛頓特區的國會山莊建築完工並開始使用才結束。
費城早期為鐵路運輸中心，並且是世界最大的蒸汽火車製造商—鮑爾温的所在地，這家公司後來搬到賓州的艾迪史頓（Eddystone Pennsylvania）。總部位於費城的賓州鐵路公司曾是美國最大的鐵路公司，不論在營收上與運量上，均是美國第一，並曾是世界上最大的交通運輸公司。
1876年費城舉辦世界博覽會與百年紀念展，1926年，費城舉辦美國的150週年博覽會來慶祝美國150歲生日。在美国的非裔美国人大迁徙（Great Migration）中，费城的黑人人口数量激增。
1976年，費城也是美國舉辦立國200週年活動的城市之一。

## 地理
费城中心座標为北緯39°57'，西经75°10'，北緯40度线穿过城市的北半部。城市面积为369.3平方公里，陆地面积349.9平方公里，水域面积19.4平方公里，水域率5.29%。最低海拔约3米（约合10英尺），最高海拔约136米（约合445英尺）。费城属費城縣，其北面为蒙哥马利县，东北面为巴克斯縣，东面为伯灵顿郡，东南面为康登县，南面为格洛斯特县，西面为特拉华县。

### 氣候
费城位于副热带湿润气候区和温带大陆性湿润气候区的交界处附近，但仍属副热带湿润气候，四季分明，降水分布较为平均。冬季较冷，微潮，时而偏向寒冷，日最高气温低于0 °C（32 °F）的平均日数为13天，日最低气温低于−10 °C（14 °F）的平均日数为5.5天；夏季相对炎热潮湿，日最高气温超过30 °C（86 °F）的日数年均有61天，超过35 °C（95 °F）的有7.2天。最冷月（1月）均温0.9 °C（33.7 °F），极端最低气温−24 °C（−11 °F）（1934年2月9日）。最热月（7月）均温25.9 °C（78.7 °F），极端最高气温41 °C（106 °F）（1918年8月7日）。年均降水量约1,120（44.1英寸），年极端最少降水量为744（29.31英寸）（1922年），最多为1,634（64.33英寸）（2011年）。年均降雪量为59（23.1英寸），但降雪年际变化较大；1972–73年的降雪量最少，降雪量微少以致难以测量，2009–10年的降雪量最多，积累降雪量为200（78.7英寸）。无霜期平均为226天（3月30日至11月11日）；可测量降雪平均期为12月19日至3月15日。
| 费城国际机场（1991–2020年正常值，1872年至今极端数据） | 费城国际机场（1991–2020年正常值，1872年至今极端数据） | 费城国际机场（1991–2020年正常值，1872年至今极端数据） | 费城国际机场（1991–2020年正常值，1872年至今极端数据） | 费城国际机场（1991–2020年正常值，1872年至今极端数据） | 费城国际机场（1991–2020年正常值，1872年至今极端数据） | 费城国际机场（1991–2020年正常值，1872年至今极端数据） | 费城国际机场（1991–2020年正常值，1872年至今极端数据） | 费城国际机场（1991–2020年正常值，1872年至今极端数据） | 费城国际机场（1991–2020年正常值，1872年至今极端数据） | 费城国际机场（1991–2020年正常值，1872年至今极端数据） | 费城国际机场（1991–2020年正常值，1872年至今极端数据） | 费城国际机场（1991–2020年正常值，1872年至今极端数据） | 费城国际机场（1991–2020年正常值，1872年至今极端数据） |
| 月份 | 1月                                                   | 2月                                                   | 3月                                                   | 4月                                                   | 5月                                                   | 6月                                                   | 7月                                                   | 8月                                                   | 9月                                                   | 10月                                                  | 11月                                                  | 12月                                                  | 全年                                                  |
| --- | ----------------------------------------------------- | ----------------------------------------------------- | ----------------------------------------------------- | ----------------------------------------------------- | ----------------------------------------------------- | ----------------------------------------------------- | ----------------------------------------------------- | ----------------------------------------------------- | ----------------------------------------------------- | ----------------------------------------------------- | ----------------------------------------------------- | ----------------------------------------------------- | ----------------------------------------------------- |
| 历史最高温 °C（°F） | 23 (74)                                               | 26 (79)                                               | 31 (87)                                               | 35 (95)                                               | 36 (97)                                               | 39 (102)                                              | 40 (104)                                              | 41 (106)                                              | 39 (102)                                              | 36 (96)                                               | 29 (84)                                               | 23 (73)                                               | 41 (106)                                              |
| 平均最高温 °C（°F） | 17.4 (63.3)                                           | 17.5 (63.5)                                           | 23.2 (73.8)                                           | 29.1 (84.3)                                           | 32.3 (90.2)                                           | 34.9 (94.8)                                           | 36.2 (97.1)                                           | 34.9 (94.8)                                           | 32.6 (90.6)                                           | 28.1 (82.6)                                           | 22.4 (72.4)                                           | 17.9 (64.2)                                           | 36.7 (98.1)                                           |
| 平均高温 °C（°F） | 5.2 (41.3)                                            | 6.8 (44.3)                                            | 11.6 (52.8)                                           | 18.2 (64.7)                                           | 23.6 (74.4)                                           | 28.4 (83.2)                                           | 31.0 (87.8)                                           | 29.9 (85.8)                                           | 26.1 (78.9)                                           | 19.6 (67.2)                                           | 13.3 (55.9)                                           | 7.8 (46.0)                                            | 18.4 (65.2)                                           |
| 平均低温 °C（°F） | −3.3 (26.0)                                           | −2.5 (27.5)                                           | 1.3 (34.3)                                            | 6.8 (44.3)                                            | 12.3 (54.2)                                           | 17.7 (63.9)                                           | 20.9 (69.6)                                           | 19.9 (67.9)                                           | 16.1 (60.9)                                           | 9.6 (49.2)                                            | 3.8 (38.8)                                            | −0.4 (31.2)                                           | 8.5 (47.3)                                            |
| 平均最低温 °C（°F） | −11.8 (10.7)                                          | −10.2 (13.7)                                          | −6.2 (20.8)                                           | 0.6 (33.0)                                            | 6.2 (43.1)                                            | 11.8 (53.2)                                           | 16.8 (62.2)                                           | 15.7 (60.3)                                           | 9.7 (49.5)                                            | 2.8 (37.1)                                            | −3.1 (26.4)                                           | −7.2 (19.0)                                           | −13.0 (8.6)                                           |
| 历史最低温 °C（°F） | −22 (−7)                                              | −24 (−11)                                             | −15 (5)                                               | −10 (14)                                              | −2 (28)                                               | 7 (44)                                                | 11 (51)                                               | 7 (44)                                                | 2 (35)                                                | −4 (25)                                               | −13 (8)                                               | −21 (−5)                                              | −24 (−11)                                             |
| 平均降水量 mm（） | 80 (3.13)                                             | 70 (2.75)                                             | 101 (3.96)                                            | 88 (3.47)                                             | 85 (3.34)                                             | 103 (4.04)                                            | 111 (4.38)                                            | 109 (4.29)                                            | 112 (4.40)                                            | 88 (3.47)                                             | 74 (2.91)                                             | 101 (3.97)                                            | 1,120 (44.11)                                         |
| 平均降雪量 cm（） | 18 (7.1)                                              | 21 (8.4)                                              | 9.1 (3.6)                                             | 0.76 (0.3)                                            | 0.0 (0.0)                                             | 0.0 (0.0)                                             | 0.0 (0.0)                                             | 0.0 (0.0)                                             | 0.0 (0.0)                                             | 0.0 (0.0)                                             | 0.51 (0.2)                                            | 8.9 (3.5)                                             | 59 (23.1)                                             |
| 平均降水天数（≥ 0.01 in） | 11.0                                                  | 9.7                                                   | 10.9                                                  | 10.9                                                  | 11.0                                                  | 10.3                                                  | 10.1                                                  | 8.9                                                   | 9.3                                                   | 9.1                                                   | 8.6                                                   | 11.0                                                  | 120.8                                                 |
| 平均降雪天数（≥ 0.1 in） | 4.1                                                   | 3.8                                                   | 2.0                                                   | 0.2                                                   | 0.0                                                   | 0.0                                                   | 0.0                                                   | 0.0                                                   | 0.0                                                   | 0.0                                                   | 0.1                                                   | 1.8                                                   | 12.0                                                  |
| 平均相對濕度（％） | 67                                                    | 64                                                    | 62                                                    | 61                                                    | 66                                                    | 68                                                    | 69                                                    | 70                                                    | 72                                                    | 71                                                    | 68                                                    | 68                                                    | 67                                                    |
| 月均日照時數 | 155.7                                                 | 154.7                                                 | 202.8                                                 | 217.0                                                 | 245.1                                                 | 271.2                                                 | 275.6                                                 | 260.1                                                 | 219.3                                                 | 204.5                                                 | 154.7                                                 | 137.7                                                 | 2,498.4                                               |
| 可照百分比 | 52                                                    | 52                                                    | 55                                                    | 55                                                    | 55                                                    | 61                                                    | 61                                                    | 61                                                    | 59                                                    | 59                                                    | 52                                                    | 47                                                    | 56                                                    |
| 来源：NOAA（1981–2010年相对湿度；1961–1990年日照） 费城国际交换站（气温与降水），1872年1月–1940年6月19日在市中心的气象局，1940年6月20日起在费城国际机场。 降雪量与降雪深度分别始于1884年1月1日和1948年10月1日。2006年起，降雪记录在紐澤西州。 |                                                       |                                                       |                                                       |                                                       |                                                       |                                                       |                                                       |                                                       |                                                       |                                                       |                                                       |                                                       |                                                       |

## 教育
费城教育局是費城的学区，是美国的第八大学区。费城拥有常春藤盟校的宾夕法尼亚大学，位于费城西部的大学城。市内大学或学院有：
- 宾夕法尼亚大学
- 托马斯·杰斐逊大学
- 宾夕法尼亚美术学院
- 卓克索大学
- 天普大學
- 聖約瑟夫大學

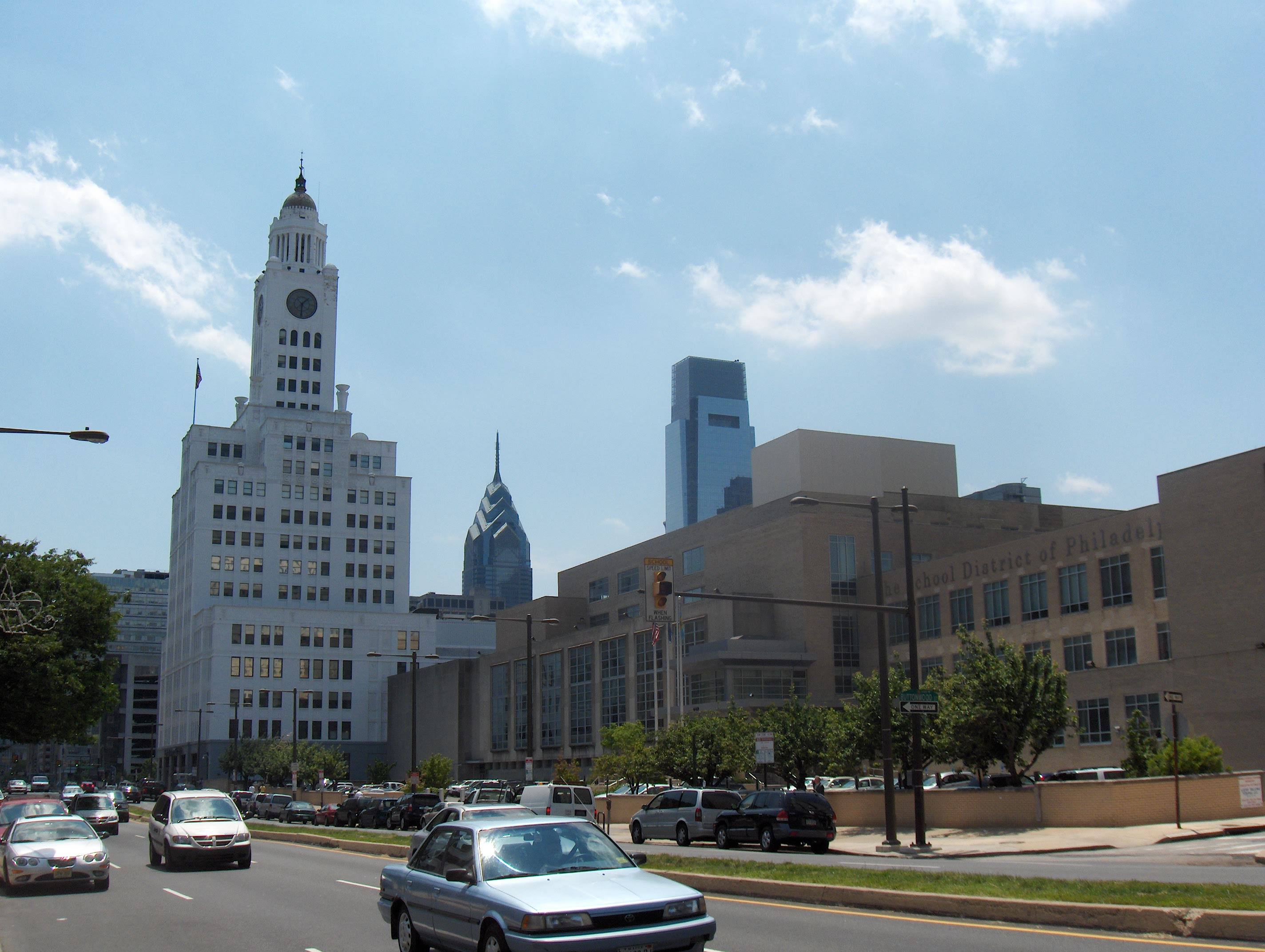
费城教育局的总部（右）

- 费城社区学院（Community College of Philadelphia）
- 费城大学（Philadelphia University）
- 柯蒂斯音樂學院
- 费城艺术大学（Art Institute of Philadelphia）
- 拉萨尔大学（La Salle University）
- 栗山学院（Chestnut Hill College）
- 皮尔斯学院（Peirce College）
- 摩尔艺术与设计学院（Moore College of Art and Design）

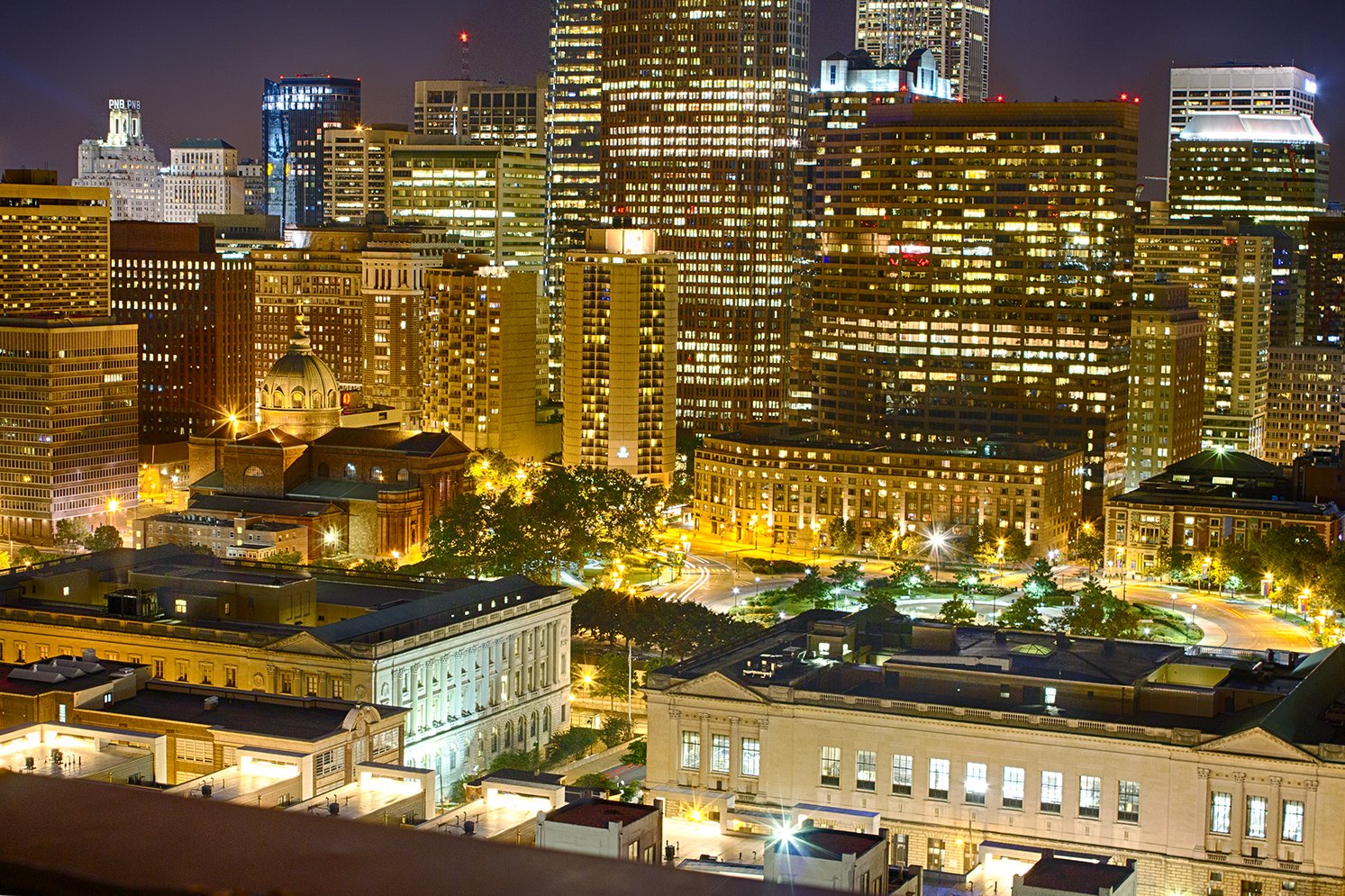
城市夜景

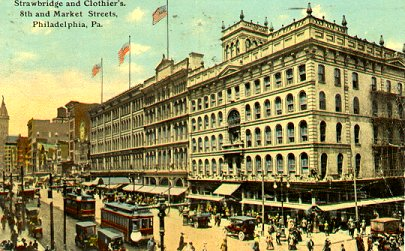
1910年的費城

## 經濟
昔日費城市的經濟活動主要以製造業為主，近代則轉型為信息產業、科研與金融業、保險業為主。費城市有自己的證券交易所。
費城市許多財星雜誌上排名前五百大企業的根據地，包括網路與有線電視公司康卡斯特、保險公司信諾、林肯金融集團、石油公司Sunoco、食品服務公司Aramark、Rohm與Haas公司，製藥公司葛蘭素史克、默克、惠氏、波音集團的直升機部門與汽車零件商Pep Boys、美国最大的基金公司Vanguard。

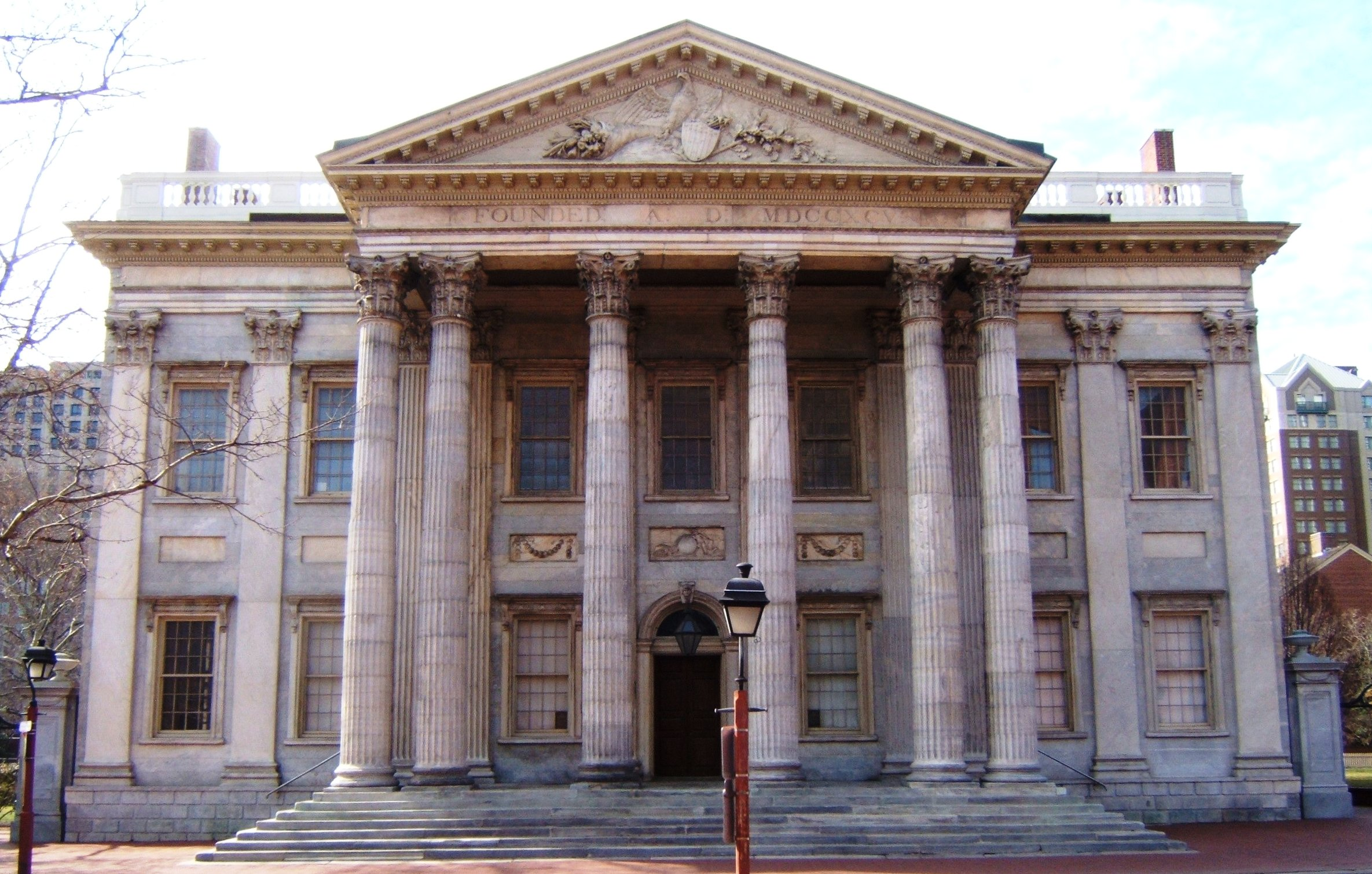
美国的首家银行便位于费城

聯邦政府也在費城市的佔有重要的角色，費城在華盛頓特區成為美國首府之前，曾是美國首都，留下了一些政府部門，如美國國家製幣廠的東岸分部，就位於費城的歷史特區附近，而聯邦儲備銀行的費城分部，也在同一區。
因為賓州鐵路公司的關係，費城的美國鐵路位於三十街的車站，有一定的規模，從高速公路上，就可以看到壯觀的建築。美國鐵路提供了不少有關行車服務、營運與鐵路維護的工作機會。
美國政府曾在費城，因此費城也有不少的法律事務所，另外，賓夕法尼亞大學的法學院非常有名，也是費城成為美國的一個法律相關服務重鎮的主要原因之一。

## 人口
根据 2020 年 美国 根据人口普查局的统计，费城有1,603,797人居住，比 2019 年人口普查估计增加了 1.2%。该市的种族构成仅黑人就占 39.3%（42.0%是含拉丁裔等被划分为黑人的人种、36.3%白人（41.9%含拉丁裔等被划分为白人的人种）、8.7%亚裔美国人、0.4%美洲印第安人和阿拉斯加原住民、8.7%其他种族和6.9%多种族。 14.9%的居民是西班牙裔或拉丁裔。 本科及以上学历占34.8%。 23.9%的人在家说英语以外的语言，其中最常见的是西班牙语 (10.8%)。 15.0%的人口在外国出生，其中大约一半是入籍美国公民。 3.7%的人口是退伍军人。 家庭收入中位数为52,889美元，22.8%的人口生活在贫困线以下。 49.5%的人独自开车上班，23.2%的人使用公共交通，8.2%的人拼车，7.9%的人步行，7.0%的人在家工作。 平均通勤时间为31分钟。
在1950年人口普查之后，当记录了2,071,605人的历史最高人口数后，该市的人口开始了长期的下降。 2006年人口降至最低点1,488,710人，随后又开始回升。 2006年至2017年间，费城新增居民92,153人。 2017年，美国人口普查局估计该市的种族构成为41.3%黑人（非西班牙裔）、34.9%白人（非西班牙裔）、14.1%西班牙裔或拉丁裔、7.1%亚裔、0.4%美洲原住民、0.05% 太平洋岛民，2.8%多种族。

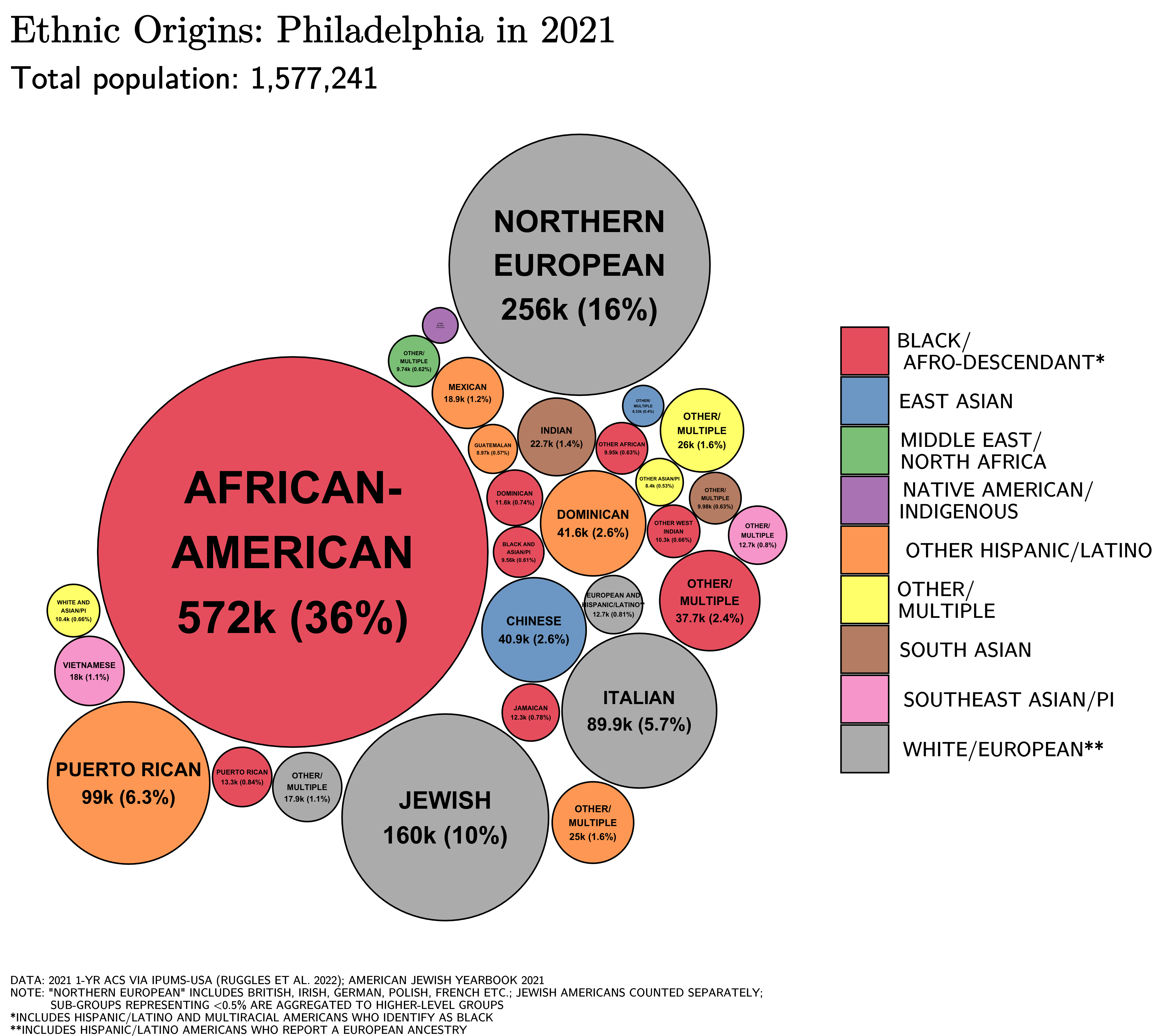
费城人口的祖籍地分布图

| 种族构成                      | 2020  | 2010  | 2000  | 1990  | 1980  | 1970  |
| ----------------------------- | ----- | ----- | ----- | ----- | ----- | ----- |
| 非裔美国人 (非拉丁裔)         | 38.3% | 42.2% | 42.6% | 39.3% | 37.5% | 33.3% |
| 美国白人 (非拉丁裔)           | 34.3% | 36.9% | 42.5% | 52.1% | 57.1% | 63.8  |
| 拉丁裔或西班牙裔 (含任何人种) | 14.9% | 12.3% | 8.5%  | 5.6%  | 3.8%  | 2.4%  |
| 亚裔美国人                    | 8.3%  | 6.3%  | 4.5%  | 2.7%  | 1.1%  | 0.3%  |
| 太平洋岛原住民                | 0.1%  | <0.1% | <0.1% | <0.1% | 1.1%  | 0.3%  |
| 美洲原住民                    | 0.4%  | 0.5%  | 0.3%  | 0.2%  | 0.1%  | 0.1%  |
| 有两个或更多族裔身份的人      | 6.9%  | 2.8%  | 2.2%  | n/a   | n/a   | n/a   |

## 文化

### 景点
- 国家独立历史公园（包括世界文化遗产美國獨立紀念館及自由钟）
- 費城總統府（英语：President's House (Philadelphia)）（遺址及紀念館）
- 木匠厅
- 费城市政厅
- 马特博物馆
- 本杰明·富兰克林公园大道
- 费城艺术博物馆，洛奇在同名電影跑上的梯級（英语：Rocky Steps）。
- 富蘭克林研究所
- 费城铸币局
- 费城动物园，美国第一家动物园。
- 美国哲学会
- 东州教养所
- 费城华埠

### 年度活動與慶典

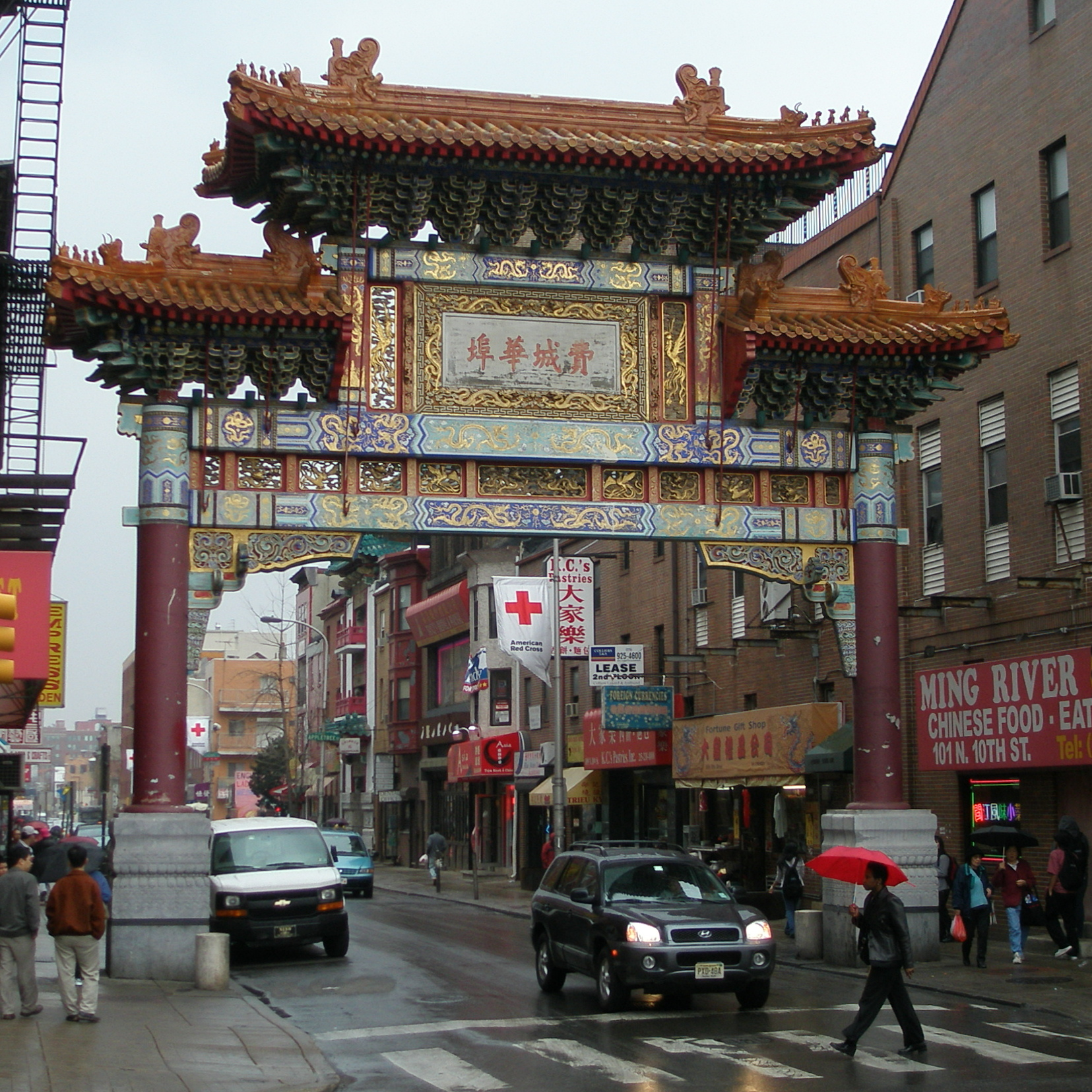
费城华埠

- 古裝樂團遊行（Mummers Parade）—每年新年在費城的Broad Street舉行
- 兄弟會野餐—非裔美人慶祝非裔大學生學生會的成立與聚會
- 費城的聖派翠克日遊行
- 雞翅盃—吃烤雞翅的大胃王比賽
- 費城花展—每年2月舉行，是美國幾個重要的農業展之一
- 第一個星期五—每個月的第一個星期五，費城的老城區（Old City）的藝廊會在傍晚免費開放直到午夜，並有許多相關的活動。
- 費城影展
- 費城民俗節—每年8月，費城的裡汀市場會舉辦當地荷蘭人（Dutch）的慶典，有農展品展、文物展等。
- 費城車展
- 家庭日—這個活動已經舉行了27年，慶祝與讚揚家庭的價值與人類各文化各種族之間的尊重與瞭解。當天在費城的富蘭克林大道會舉行園遊會與表演等老少咸宜的慶祝活動。
- 出櫃遊行—費城的男同性戀者、女同性戀者等性別團體每年會舉辦兩次遊行
- 費城古董大展—每年4月舉行，被認為美國全國最佳的古董展之一

### 食物
費城的餐廳十分多樣，品質又好，也具有深度，像料理鐵人森本正治（Masaharu Morimoto）在費城就擁有一家同名的餐廳（Morimoto）。其他餐廳如Rouge、Old Original Bookbinder's、Vetri、Lacroix at the Rittenhouse、City Tavern、Suzanna Foo、Brasserie Perrier、and Le Bec-Fin都是有口碑的名餐廳。費城有許多義大利移民，南費城的義大利市場為一個露天市集，週圍有不少好吃的餐廳。費城的移民十分多樣，像印度菜、中國菜、衣索比亞菜、泰國菜、越南菜等，在費城都能找到不少物美價廉的好餐廳。

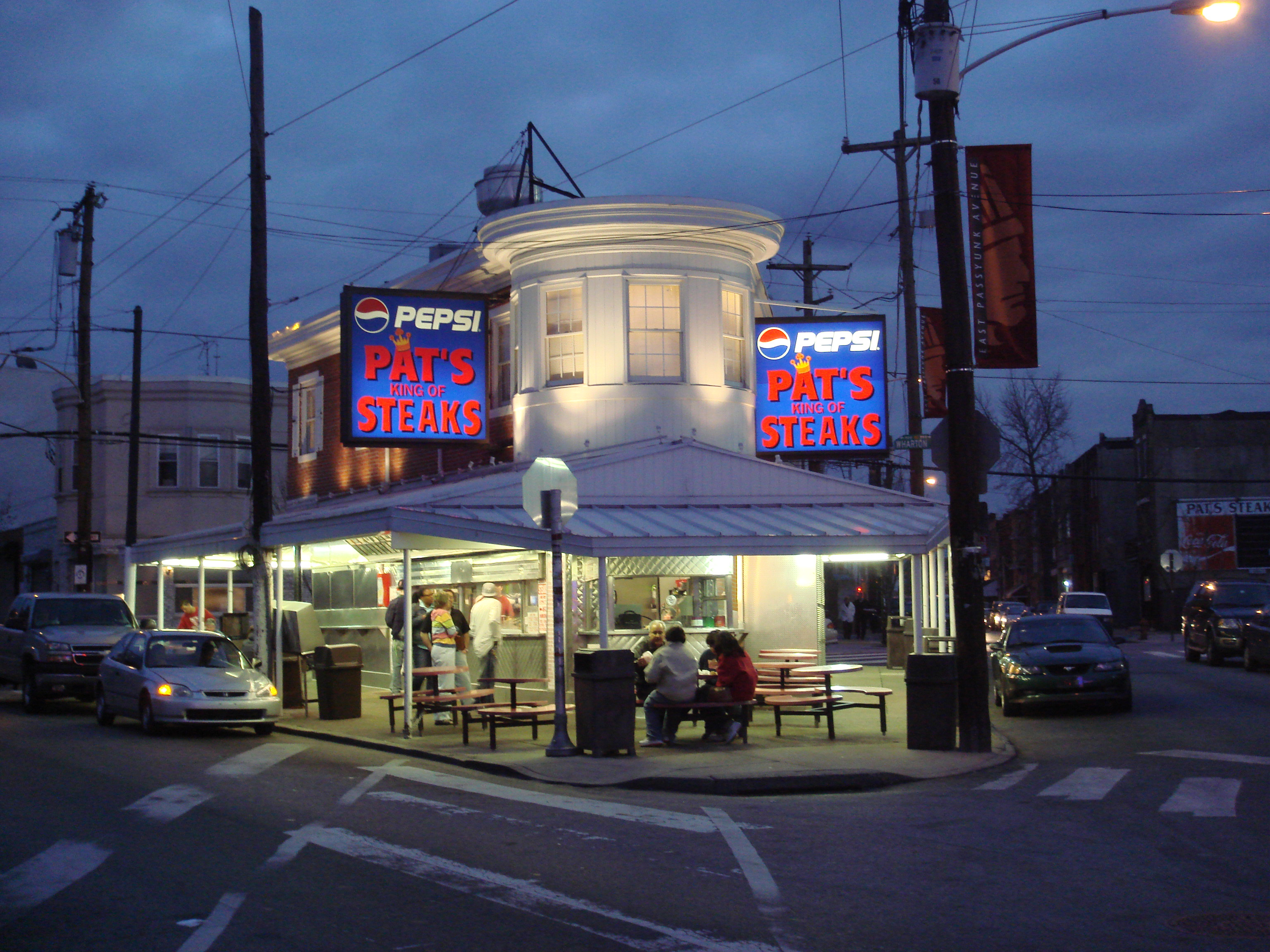
名餐廳貝特點心小館

#### 著名特色食物
- 费城牛肉奶酪三明治（Philly Cheese Steak）—費城不少餐廳、小吃店與餐車賣這種食物。這種看起來像潛艇堡的三明治是由洋蔥與肋眼牛肉薄片混合炒過，和起士一起包在長形的義大利麵包中做成。費城的南街（South Street）與四街交叉口有家Jim's為費城最著名賣起士牛肉堡的餐廳，在餐廳外往往可見排隊的人潮，而餐廳的牆上掛有許多名人的照片與簽名，義大利市場附近也有幾家賣好吃的Cheese Steak。美國其他地方雖然有賣這種食物，但因缺少高溫的烤爐，無法烤出又厚又脆的義大利麵包，因此口味並不地道。
- 何奇三明治（Hoagies）—這種三明治是以義大利捲麵包包冷肉與蔬菜，有點像潛艇堡。會叫何奇（Hoagies）是因為當初這種三明治在早期的義大利移民間非常受歡迎，而這些移民當初是在霍格島上牧羊，因此這種三明治最早叫做霍奇（hoggie）。
- 炸豬雜布丁（Scrapple）
- 義大利冰（Italian Ice）
- 愛爾蘭冰（Irish Ice）
- 波蘭冰（Polish Ice）
- 吉拉提冰淇淋（Gelati）—這種冰淇淋混合水、鮮奶油與新鮮水果、核果或是巧克力......等，費城很多咖啡店賣這種手工的冰淇淋，與一般冰淇淋比較，吉拉提用料實在，尤其是水果類的吉拉提，往往有濃濃的果香，口味較一般冰淇淋清爽許多。
- 軟心形麵包（pretzels）—費城許多咖啡廳、路邊餐車都會賣這種食物。費城的Pretzels較厚，較長，有的會配芥茉醬吃，最好在剛烤好時吃，否則放久會變硬而不好吃。
- 披薩包餅（Stromboli）—這種食物源於費城，披薩麵皮包入起士、披薩肉醬與香料再烘烤而成，有點像義大利菜中的卡爾佐內（calzone），費城的披薩店大部份都有賣這種食物。
- 黑櫻桃汽水（Black Cherry Wishniak）—一種老式的黑櫻桃汽水，含有真正黑櫻桃的口味。叫（Wishniak）與費城當地的汽水品牌「法蘭克」有關。
- 當地啤酒

## 交通

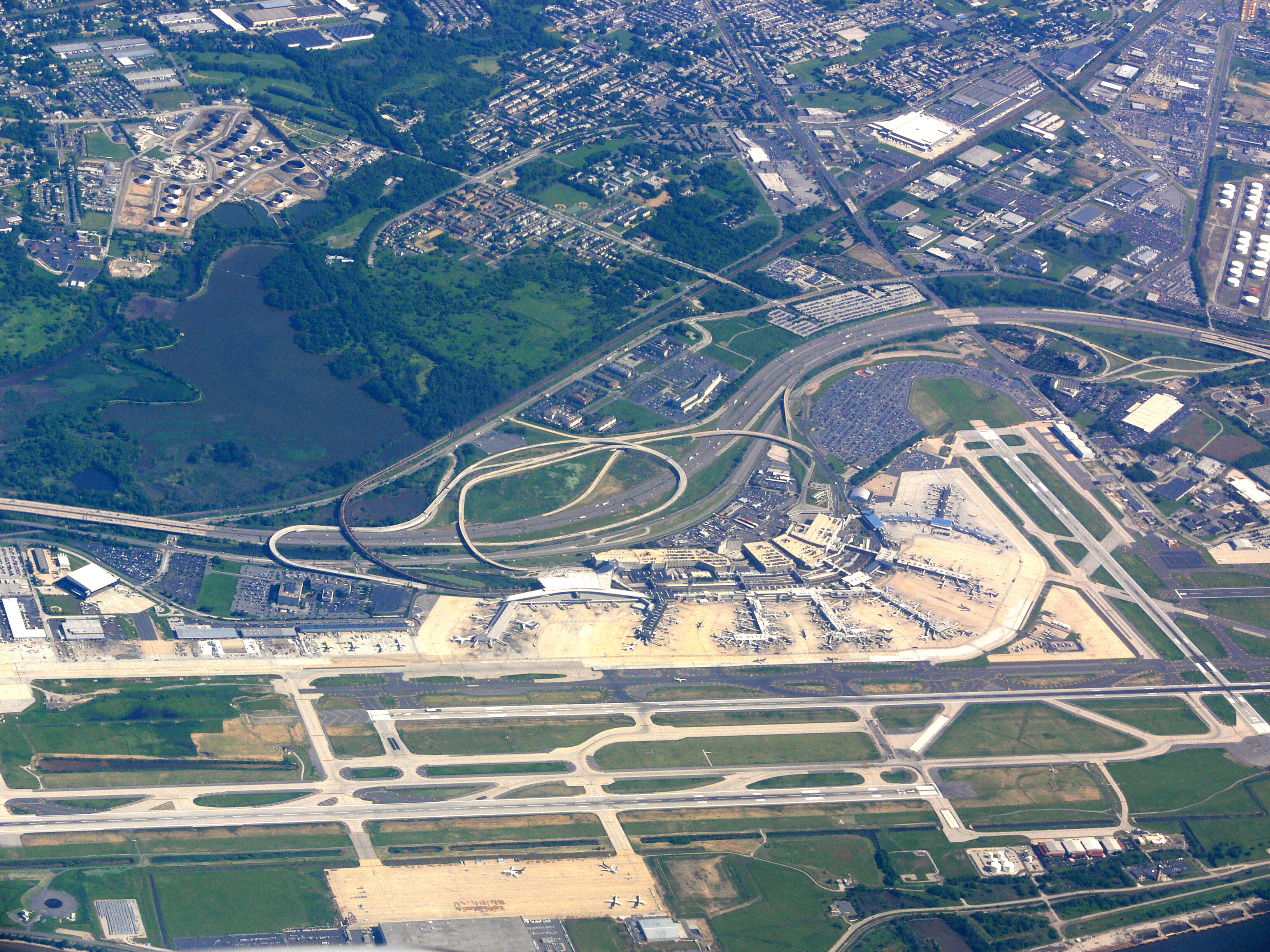
机场的俯瞰图

費城國際機場是一座位于费城西南部的民用机场，也是的美国航空的枢杻港。机场共有5座航站（A-E），每个航站都设立了行李提领台。乘客可以在机场通讯中心取得地图和乘客手册等资料。
费城的公共汽车路线四通八达，76号车可行经所有的著名景点。费城的地铁系统共有两条主干线，一般在半夜时分发车。郊区地铁线分为R1至R8八条线路，自动售票机可以按路程和峰谷法为乘客计算费用。

### 荣誉

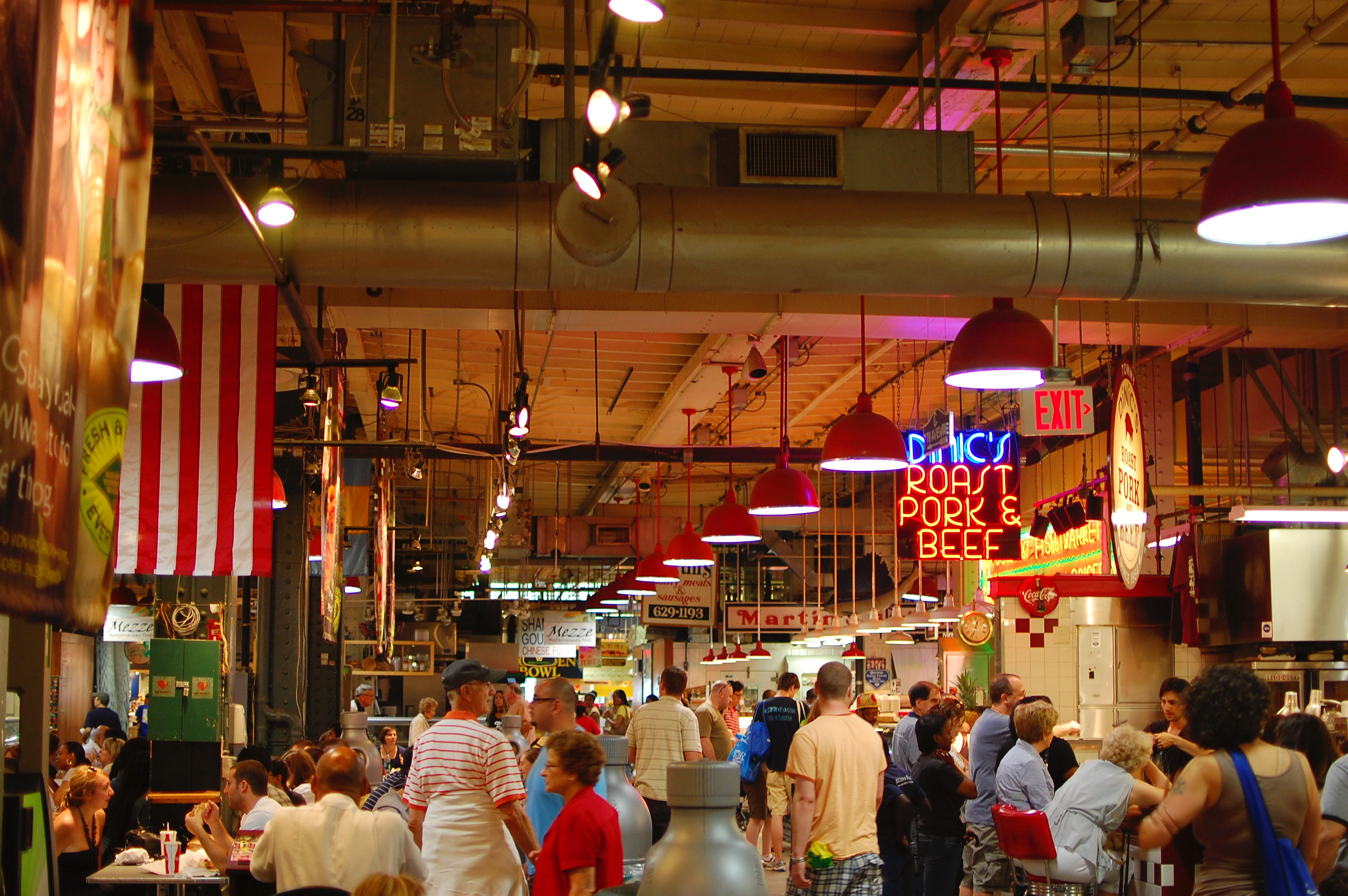
雷丁车站市場的美食街

在2005年的查格美食指南（Zagat Restaurant Guide），費城擁有全美國最多得到29分高分的餐廳。費城往往在美國食品工業所舉辦各種不同的調查中，在「最適合給小費」的項目裏為排名第一的城市。

## 体育
| 球隊       | 联盟                      | 运动     | 主场         | 成立年份 | 锦标赛             |
| ---------- | ------------------------- | -------- | ------------ | -------- | ------------------ |
| 費城費城人 | 美国职棒大联盟（MLB）     | 棒球     | 市民銀行球場 | 1883年   | 2次世界冠军        |
| 费城老鹰   | 美式橄榄球大联盟（NFL）   | 美式足球 | 林肯金融球场 | 1933年   | 2次，5次大联盟冠军 |
| 费城76人   | 国家篮球协会（NBA）       | 篮球     | 富国银行中心 | 1963年   | 3次NBA总冠军       |
| 費城飛人   | 国家冰球联盟（NHL）       | 冰球     | 富国银行中心 | 1967年   | 2次士丹利杯        |
| 費城聯合   | 美國職業足球大聯盟（MLS） | 足球     | 速霸陸公園   | 2008年   |                    |
| 费城融合   | 守望先锋联赛（OWL）       | 电竞     |              | 2017年   |                    |

## 友好城市
费城与七个城市是官方友好城市：
| 城市         | 国家           | 建交时间 |
| ------------ | -------------- | -------- |
| 佛罗伦萨     | 義大利         | 1964     |
| 特拉维夫     | 以色列         | 1966     |
| 托伦         | 波蘭           | 1976     |
| 天津         | 中华人民共和国 | 1980     |
| 仁川廣域市   |                | 1984     |
| 杜阿拉       | 喀麦隆         | 1986     |
| 下诺夫哥罗德 | 俄羅斯         | 1992     |

## 外部連結
- City of Philadelphia government （页面存档备份，存于）
- Encyclopedia of Greater Philadelphia （页面存档备份，存于） – historical encyclopedia
- Historic Philadelphia （页面存档备份，存于） – over 2 million photographs dating back to the late 1800s
- Greater Philadelphia GeoHistory Network （页面存档备份，存于） – historical maps and atlases
- Daly, John; Weinberg, Allen.  Second. Philadelphia Dept. of Records. October 1966.
- philly.com （页面存档备份，存于） – The Philadelphia Inquirer and Daily News
- Convention & Visitors Bureau （页面存档备份，存于）
- Pennsylvania Convention Center （页面存档备份，存于）
- 10 Towns that Changed America （页面存档备份，存于） – WTTW; segment from 7:23–12:00 of 56-minute video